# Microhoria capito
Microhoria capito là một loài bọ cánh cứng trong họ Anthicidae. Loài này được miêu tả khoa học năm 1849 bởi LaFerté-Senéctère.